# Giamaica ai Giochi della XV Olimpiade
La  Giamaica ha partecipato ai Giochi della XV Olimpiade, svoltisi ad Helsinki, dal 19 luglio al 3 agosto 1952,  
con una delegazione di 8 atleti, di cui 2 donne, impegnati in 2 discipline,
aggiudicandosi 2 medaglie d'oro, 3 medaglie d'argento.

## Medagliere

### Per discipline
| Sport            | Oro | Argento | Bronzo | Totale |
| ---------------- | --- | ------- | ------ | ------ |
| Atletica leggera | 2   | 3       | 0      | 5      |
| Totale           | 2   | 3       | 0      | 5      |

### Medaglie
| Medaglia | Atleta                                                  | Sport            | Evento                   |
| -------- | ------------------------------------------------------- | ---------------- | ------------------------ |
| Oro      | George Rhoden                                           | Atletica leggera | 400 metri piani          |
| Oro      | Arthur Wint Leslie Laing Herbert McKenley George Rhoden | Atletica leggera | Staffetta 4×400 metri    |
| Argento  | Herbert McKenley                                        | Atletica leggera | 100 metri piani maschili |
| Argento  | Herbert McKenley                                        | Atletica leggera | 400 metri piani          |
| Argento  | Arthur Wint                                             | Atletica leggera | 800 metri piani          |